# رستم سوم
فخرالملوک رستم یا رستم سوم اسپهبد باوندیان بود که مدت اندکی پس از پدرش، قارن سوم، بر مسند قدرت جای گرفت.
رستم برای رسیدن به مقام اسپهبدی باوندیان رقیبان بسیاری داشت و قارن پیش از مرگ برای او در میان بزرگان طبرستان و اعضای خاندان بیعت گرفت.
پس از مرگ قارن مدتی رستم این مسئله را مخفی نگهداشت تا جایگاه خود را مستحکم کند. سپس خبر درگذشت پدر را اعلان و خود را اسپهبد باوندیه معرفی کرد.
ولی رستم دابو، فیروز بن لیث لندکی، بهرام، یزدگرد و علاءالدوله علی هرکدام جداگانه مقام رستم را نفی و خود را حاکم بحق دانستند.
در آخر علاءالدوله، عموی رستم، توانست با مساعدت سلطان محمد سلجوقی و لشکرکشی سلجوقیان به طبرستان، قدرت را به دست آورد و با زهر خوراندن به رستم، اسپهبد باوندیان گردد.